# Jang Gil-ja
Jang Gil-ja (coreà: 장길자, nascuda el dia 29 d'octubre de l'any 1943), és una dona sud-coreana que afirma ser Déu Mare, i és la líder de l'Església de Déu Societat Missionera Mundial. Jang és la presidenta de la Fundació We Love U (국제위러브유 운동) i també presideix la Fundació New Life Welfare (새생명복지회). Els membres de l'Església de Déu Societat Missionera Mundial, la anomenen Mare Jerusalem o Mare Celestial, i afirmen que Jang és Déu Mare, ja que els membres de la comunitat creuen que Jang ha complert totes les profecies de la Bíblia. Els seguidors de Jang no solament prediquen en altres països asiàtics, sinó també arreu del món. Déu Mare s'anomena en pinyin; Mǔqīn Shàngdì, en xinès; 母亲上帝), (en coreà: 어머니 하나님 Eomeoni Hananim).